# Xanthi Arena
El Xanthi Arena es un campo de fútbol construido por el Xanthi Athlitikos Omilos en Xánthi, Grecia. Terminó de construirse el 21 de octubre de 2003, y fue fundado en el 2004 en un encuentro entre Skoda Xanthi y el Aris Salónica FC terminando el partido 3-1, tuvo un costo de 6.5 millones de euros. Se trata de un terreno utilizado para partidos y es el estadio del Skoda Xanthi de la Superliga de Grecia. 

## Instalaciones
Tiene una capacidad para 7361 espectadores, con 6000 de los asientos bajo techo. En el interior del estadio, además de los vestuarios de los equipos y los árbitros se encuentran las oficinas de los delegados, sala de enfermería, sala de control de dopaje, sala de prensa, zona vip, oficinas y salas de almacenamiento. Está situado en una zona donde el club había construido sus instalaciones de entrenamiento (Skoda Xanthi Athletic Center).